# Micheln
Micheln este o comună din landul Saxonia-Anhalt, Germania.